# Lutonina
Lutonina (in tedesco Lutonin) è un comune della Repubblica Ceca facente parte del distretto di Zlín, nella regione di Zlín.